# Eike Onnen
Eike Onnen (né le 3 août 1982 à Hanovre) est un athlète allemand spécialiste du saut en hauteur. Il détient un record personnel de 2,34 m (réalisé en 2007). Il mesure 1,94 m pour 83 kg.

## Carrière
Il a une petite sœur, Imke Onnen, également sauteuse en hauteur.
Il est quadruple champion d'Allemagne (2005, 2006, 2008 et 2011). En 2007, il termine 7e des mondiaux d'Osaka avec 2,26 m. En 2008, il se qualifie pour les Jeux olympiques mais renonce à sa participation sur blessure à la cheville.
En 2011, il est éliminé en qualifications des Championnats du monde avec 2,28 m et termine l'année suivante dixième des Championnats d'Europe d'Helsinki avec 2,20 m. Blessé, il revient sur les pistes en 2015 où il remporte notamment le meeting de Bühl avec un saut de 2,32 m, devant Gianmarco Tamberi.
Lors des qualifications aux Championnats du monde à Pékin, il franchit 2,31 m au second essai et termine deux jours plus tard, sous la pluie, 12e de la finale avec 2,25 m.
En 2016, il améliore son record personnel en salle avec 2,31 m. Son ancien record était de 2,30 m en 2007 et 2008. Le 22 mai 2016, il saute 2,29 m à Garbsen, ce qui lui donne le minima pour les Jeux olympiques de Rio puis s'impose aux Championnats d'Allemagne avec 2,20 m. Le 24 juin, il remporte pour la 2de fois le meeting de Bühl avec 2,31 m.
Le 10 juillet, Onnen remporte sa 1re médaille internationale à l'occasion des Championnats d'Europe d'Amsterdam où il décroche le bronze à égalité avec Chris Baker, avec un saut à 2,29 m. Une semaine plus tard, il franchit 2,32 m au Meeting d'Eberstadt, avant d'échouer par 3 fois à 2,36 m.
Le 14 mai 2017 à Hanovre, Eike Onnen franchit 2,30 m et réalise donc les minimas pour les championnats du monde de Londres. Il termine 10e de cette finale, le 13 août, avec 2,20 m.
Le 8 juillet 2018, il réalise sa meilleure marque de la saison avec 2,26 m à Viersen.
Le 9 août 2018, il se qualifie pour la finale des Championnats d'Europe d'athlétisme 2018, en réalisant 2,25 m au 2e essai. Il y termine 8e ex æquo avec 2,19 m.

## Palmarès
| Date | Compétition                       | Lieu           | Résultat | Marque |
| ---- | --------------------------------- | -------------- | -------- | ------ |
| 2003 | Championnats d'Europe espoirs     | Amsterdam      | 5e       | 2,23 m |
| 2007 | Championnats du monde             | Osaka          | 7e       | 2,26 m |
| 2011 | Championnats du monde             | Daegu          | qual.    | 2,28 m |
| 2012 | Championnats d'Europe             | Helsinki       | 10e      | 2,20 m |
| 2015 | Championnats du monde             | Pékin          | 12e      | 2,25 m |
| 2016 | Championnats d'Europe             | Amsterdam      | 3e       | 2,29 m |
| 2016 | Jeux olympiques                   | Rio de Janeiro | qual.    | 2,26 m |
| 2017 | Championnats d'Europe par équipes | Lille          | 3e       | 2,22 m |
| 2017 | Championnats du monde             | Londres        | 10e      | 2,20 m |
| 2018 | Championnats d'Europe             | Berlin         | 8e       | 2,19 m |

## Records
| Épreuve         | Épreuve      | Performance | Lieu    | Date            |
| --------------- | ------------ | ----------- | ------- | --------------- |
| Saut en hauteur | En plein air | 2,34 m      | Garbsen | 20 mai 2007     |
| Saut en hauteur | En salle     | 2,31 m      | Hanovre | 22 janvier 2016 |